# Montipora solanderi
Montipora solanderi är en korallart som beskrevs av Bernard 1897. Montipora solanderi ingår i släktet Montipora och familjen Acroporidae.
Artens utbredningsområde är Indiska oceanen. Inga underarter finns listade i Catalogue of Life.